# Pardosa leucopalpis
Pardosa leucopalpis là một loài nhện trong họ Lycosidae.
Loài này thuộc chi Pardosa. Pardosa leucopalpis được Frederick Henry Gravely miêu tả năm 1924.